# Кубасов, Иван Андреевич
Иван Андреевич Кубасов (1875 — 1937) — русский и советский литературовед и библиограф

.
Специалист по русской литературе первой трети XIX века. Сотрудничал с журналом «Русская старина», где, в частности, впервые опубликовал пушкинский стихотворный набросок «Альфонс садится на коня» (1900). 
Автор книг «Александр Ефимович Измайлов: опыт биографии» (1901) и «Декабрист А. И. Одоевский и вновь найденные его стихотворения» (1922). Работал в Пушкинском Доме, в 1924 г. стал главным организатором издания фестшрифта к 50-летию Б. Л. Модзалевского. В 1912—1923 гг. выпустил трёхтомный «Каталог изданий Императорской академии наук» — ценный свод сведений о научной книге России за два столетия.